# Ходжаниязов, Джамалдин Абдухалитович
Джамалди́н Абдухали́тович Ходжания́зов (туркм. Jamaldin Abduhalitowiç Hojanyýazow; 18 июля 1996, Байрамали, Марыйский велаят, Туркменистан) — российский футболист, защитник. Чемпион Европы в возрастной категории до 17 лет.

## Клубная карьера
Уйгур по происхождению. Воспитанник футбольной Академии имени Юрия Коноплёва из Тольятти. Выступал четыре года за тольяттинскую «Академию». Зимой 2012 года перешёл в санкт-петербургский «Зенит», подписав контракт на 3 года.
26 июля 2013 года дебютировал в основном составе «Зенита» в матче 3-го тура чемпионата России против «Кубани», главный тренер Лучано Спаллетти отлично оценил игровые качества игрока.

Я думаю, что дебют Джамала можно оценить на отлично сегодня. Он допустил пару ошибок в самом начале, но они ничего не значат. Затем он очень здорово сыграл в ситуации, когда остался последним защитником, здорово действовал в отборе, затем отдал пару хороших обостряющих передач. Я очень рад за него. Мне кажется, что это очень сильный перспективный парень, абсолютно уверен в его отличном будущем.
— Лучано Спаллетти
7 августа того же года дебютировал в еврокубках, полностью отыграв матч третьего квалификационного раунда Лиги чемпионов УЕФА против «Норшелланна».
В январе 2014 года перешёл на правах аренды до конца сезона в пермский «Амкар».
31 августа 2015 года перешёл в датский «Орхус». По условиям соглашения между клубами «Зенит» получил приоритетную возможность выкупа игрока в течение двух ближайших лет. 22 сентября 2015 года дебютировал в Кубке Дании, отыграл весь матч на позиции центрального защитника. 28 июля 2017 года «Орхус» объявил о расторжении контракта по обоюдному согласию. По словам спортивного директора «Орхуса», в межсезонье Ходжаниязов не показал прогресса, которого от него ждали в команде.
2 декабря 2017 года перешёл в петербургское «Динамо». За полгода отыграл за команду 8 матчей в Первенстве ФНЛ.
16 июня 2018 года было объявлено о подписании Ходжаниязовым годичного контракта с калининградской «Балтикой». Отыграл за команду всего 2 игры в Первенстве ФНЛ.
Однако, уже 27 июля того же года стал игроком екатеринбургского «Урала», подписав с клубом долгосрочный контракт. Сам Ходжаниязов назвал этот переход самым неожиданным поворотом в своей карьере. 11 марта 2019 года по взаимному согласию расторг контракт. Позже подписал 2-летний контракт с белорусским клубом БАТЭ.
В августе 2019 года перешёл в клуб «Сумгаит» из Азербайджана. С августа 2022 — игрок клуба первой лиги России «Акрон». 4 июня 2024 года покинул «Акрон» из-за окончания контракта. В июле перешёл в узбекский «Сурхан».

## Карьера в сборной
За юношескую сборную 1996 года рождения начал выступать в 2012 году. В её составе принял участие на Мемориале имени Виктора Банникова, провёл там четыре матча. На Мемориале сборная заняла второе место, в финале в серии пенальти уступив сборной Украины. В составе юношеской сборной России до 17 лет поехал на юношеский чемпионат Европы 2013. В первой же встрече поразил ворота соперника, это был его первый гол в международной карьере. На турнире отыграл все пять встреч, а его сборная стала чемпионом Европы. Принимал участие в Чемпионате мира по футболу среди юношеских команд 2013. В 17-летнем возрасте попал в расширенный список главной сборной России на товарищеский матч с Арменией. Был включён в символическую сборную мира для игроков 1996 г. р.

## Достижения
Акрон (Тольятти)
- Бронзовый призёр Первой лиги России: 2023/24

Сборная России
- Победитель чемпионата Европы (до 17 лет): 2013
- Серебряный призёр чемпионата Европы (до 19 лет): 2015

## Статистика выступлений

### Клубная
| Выступление      | Выступление      | Выступление      | Лига | Лига | Кубки | Кубки | Еврокубки | Еврокубки | Итого | Итого |
| Клуб             | Лига             | Сезон            | Игры | Голы | Игры  | Голы  | Игры      | Голы      | Игры  | Голы  |
| ---------------- | ---------------- | ---------------- | ---- | ---- | ----- | ----- | --------- | --------- | ----- | ----- |
| Зенит (СПб)      | РФПЛ             | 2013/14          | 2    | 0    | 0     | 0     | 1         | 0         | 3     | 0     |
| Зенит (СПб)      | РФПЛ             | 2014/15          | 0    | 0    | 0     | 0     | 1         | 0         | 1     | 0     |
| Зенит (СПб)      | Итого            | Итого            | 2    | 0    | 0     | 0     | 2         | 0         | 4     | 0     |
| → Зенит-2        | ПФЛ              | 2013/14          | 2    | 0    | 0     | 0     | —         | —         | 2     | 0     |
| → Зенит-2        | ПФЛ              | 2014/15          | 5    | 0    | 0     | 0     | —         | —         | 5     | 0     |
| → Зенит-2        | ФНЛ              | 2015/16          | 1    | 0    | 0     | 0     | —         | —         | 1     | 0     |
| → Зенит-2        | Итого            | Итого            | 8    | 0    | 0     | 0     | 0         | 0         | 8     | 0     |
| → Амкар          | РФПЛ             | 2013/14          | 1    | 0    | 0     | 0     | —         | —         | 1     | 0     |
| → Амкар          | Итого            | Итого            | 1    | 0    | 0     | 0     | —         | —         | 1     | 0     |
| Орхус            | Суперлига        | 2015/16          | 15   | 0    | 3     | 0     | —         | —         | 18    | 0     |
| Орхус            | Суперлига        | 2016/17          | 20   | 1    | 3     | 0     | —         | —         | 23    | 1     |
| Орхус            | Итого            | Итого            | 35   | 1    | 6     | 0     | —         | —         | 41    | 1     |
| Динамо (СПб)     | ФНЛ              | 2017/18          | 8    | 0    | 0     | 0     | —         | —         | 8     | 0     |
| Динамо (СПб)     | Итого            | Итого            | 8    | 0    | 0     | 0     | —         | —         | 8     | 0     |
| Балтика          | ФНЛ              | 2018/19          | 2    | 0    | 0     | 0     | —         | —         | 2     | 0     |
| Балтика          | Итого            | Итого            | 2    | 0    | 0     | 0     | —         | —         | 2     | 0     |
| Урал             | РПЛ              | 2018/19          | 1    | 0    | 1     | 0     | —         | —         | 2     | 0     |
| Урал             | Итого            | Итого            | 1    | 0    | 1     | 0     | —         | —         | 2     | 0     |
| БАТЭ             | Высшая лига      | 2018/19          | 2    | 0    | 2     | 0     | 0         | 0         | 4     | 0     |
| БАТЭ             | Итого            | Итого            | 2    | 0    | 2     | 0     | 0         | 0         | 4     | 0     |
| Сумгаит          | Премьер-лига     | 2019/20          | 16   | 0    | 2     | 0     | —         | —         | 18    | 0     |
| Сумгаит          | Премьер-лига     | 2020/21          | 23   | 3    | 4     | 0     | 1         | 0         | 28    | 3     |
| Сумгаит          | Премьер-лига     | 2021/22          | 25   | 1    | 2     | 0     | 2         | 0         | 29    | 1     |
| Сумгаит          | Итого            | Итого            | 64   | 4    | 8     | 0     | 3         | 0         | 75    | 4     |
| Акрон            | Первая лига      | 2022/23          | 25   | 0    | 6     | 0     | —         | —         | 31    | 0     |
| Акрон            | Первая лига      | 2023/24          | 9    | 0    | 2     | 0     | —         | —         | 11    | 0     |
| Акрон            | Итого            | Итого            | 34   | 0    | 8     | 0     | —         | —         | 42    | 0     |
| Сурхан           | Суперлига        | 2024             | 13   | 0    | 2     | 0     | —         | —         | 15    | 0     |
| Сурхан           | Суперлига        | 2025             | 5    | 0    | 2     | 0     | —         | —         | 7     | 0     |
| Сурхан           | Итого            | Итого            | 18   | 0    | 4     | 0     | —         | —         | 22    | 0     |
| Всего за карьеру | Всего за карьеру | Всего за карьеру | 175  | 5    | 29    | 0     | 5         | 0         | 209   | 5     |